# Anata
Anata is een Zweedse deathmetalband.

## Artiesten
- Fredrik Schälin - zang
- Andreas Allenmark - gitaar
- Henrik Drake - basgitaar
- Conny Pettersson - drums

## Vroegere leden
- Robert Petersson - drums

## Discografie
- 1998 - The Infernal Depths Of Hatred (Season Of Mist)
- 1999 - WAR Vol II (Season Of Mist)
- 2001 - Dreams Of Death And Dismay (Season Of Mist)
- 2004 - Under A Stone With No Inscription (Earache)
- 2006 - The Conductor's Departure (Earache)